# Sciarra Colonna
Giacomo „Sciarra“ Colonna (* um 1270; † 1329) war ein italienischer Adliger und führendes Mitglied der einflussreichen römischen Adelsfamilie der Colonna. Sciarra war ein Anführer der „Ghibellinen“ Roms, des lokalen Zweigs der eher papstfeindlichen und eher kaisertreuen politischen „Partei“ Italiens, deren Gegenspieler die „Guelfen“ waren.

## Leben

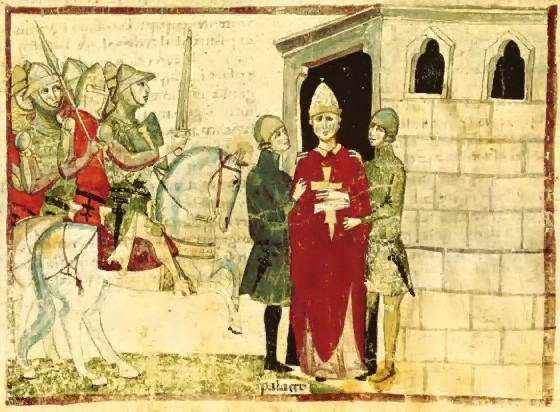
Sciarra Colonna und Guillaume de Nogaret nehmen Papst Bonifatius VIII. gefangen. (Darstellung aus der Nuova Cronica des Giovanni Villani, 14. Jahrhundert)

Bedeutung erreichte er durch den Konflikt der Colonna mit Papst Bonifaz VIII. Im Verlauf des Konfliktes wurden ihm und anderen Mitgliedern der Familie Colonna am 23. Mai 1297 seine Besitztümer entzogen und er musste sich mit seinen Verwandten am 15. Oktober 1298 dem Papst unterwerfen. 1303 befand er sich am Hof des französischen Königs Philipp IV., der inzwischen seinerseits einen Machtkampf mit Papst Bonifaz begonnen hatte. Im selben Jahr wurde der Papst von Bewaffneten unter der Führung Sciarras sowie des französischen Kanzlers Guillaume de Nogaret in Anagni gefangen genommen, jedoch bald darauf von Bürgern der Stadt wieder befreit. Der Papst starb kurze Zeit später, möglicherweise an den Folgen des gewaltsamen Überfalls.
Der nächste Papst, Benedikt XI., exkommunizierte Sciarra und stellte ihn vor Gericht. Jedoch kam nach Benedikts Tod ein Parteigänger Frankreichs, Clemens V., auf den Stuhl Petri. Die Colonna wurden wieder in ihre Rechte eingesetzt.
Als Ghibelline begrüßte Sciarra etwas später den Italienzug des deutschen Kaisers Heinrich VII. und stellte sich auf dessen Seite.
In den folgenden Jahren spielte er eine wichtige Rolle in der Politik Roms: 1312 und 1313 war er Senator, 1327 wurde er zum Capitano del Popolo gewählt. Er unterstützte in dieser Zeit den römisch-deutschen Kaiser Ludwig den Bayern, der sich in Rom von Vertretern des römischen Volkes – und eben nicht vom Papst – zum Kaiser krönen ließ. Unter ihnen war wahrscheinlich auch Sciarra. Als der Kaiser im August 1328 Rom unter Druck verließ, musste Sciarra ebenfalls aus der Stadt fliehen. An einem nicht bekannten Ort starb er ein Jahr später, wohl noch vor Mitte September.